# Acidi grassi trans

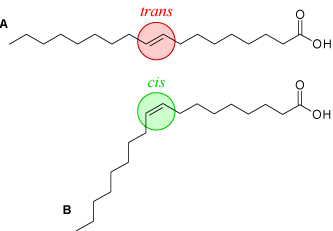
Confronto tra gli isomeri cis e trans di un acido grasso. È evidenziato il doppio legame responsabile dell'isomeria.

Un acido grasso trans (o informalmente grasso trans) è un acido grasso insaturo contenente uno o più doppi legami di isomeria trans tra due atomi di carbonio. Possiede in genere un punto di ebollizione e fusione più elevato rispetto all'isomero cis poiché la catena risulta più lineare.
La definizione di acido grasso trans è oggetto di controversia, infatti al fine di escludere acidi grassi coniugati ed altri acidi grassi polinsaturi con legami trans ma di origine naturale, come l'acido sorbico, l'acido β-Calendico o l'acido β-Eleostearico, il Codex Alimentarius e alcuni organi regolatori preposti alla sicurezza degli alimenti hanno escluso dagli acidi grassi trans i polinsaturi con legami coniugati (cis-trans, trans-cis o trans-trans) o con più legami, di cui almeno uno trans, non interrotti da un gruppo metilenico(-CH2-).

## Principali acidi grassi trans
Gli acidi grassi trans sono presenti nei lipidi dei ruminanti. Vengono prodotti da alcuni batteri nell'intestino dell'animale in grado di idrogenare gli acidi grassi insaturi assunti con l'alimentazione.
Modificando il profilo di acidi grassi insaturi fornito come alimento all'animale è possibile modificare la concentrazione di acidi grassi trans e coniugati presenti nel suo latte.
Gli acidi grassi trans si formano se non si completa il processo di idrogenazione degli oli vegetali, come può accadere nella produzione della margarina; in questo caso si parla di oli parzialmente idrogenati.
| Principali acidi grassi trans | Principali acidi grassi trans |
| ----------------------------- | ----------------------------- |
| acido grasso                  | Notazione Delta               |
| acido miristelaidico          | 14:1Δ9t                       |
| acido palmitelaidico          | 16:1Δ9t                       |
| acido petroselaidico          | 18:1Δ6t                       |
| acido elaidico                | 18:1Δ9t                       |
| acido vaccenico               | 18:1Δ11t                      |
| acido cetelaidico             | 22:1Δ11t                      |
| acido brassidico              | 22:1Δ13t                      |
| acido linolelaidico           | 18:2Δ9t,12t                   |

## Effetti sulla salute
Gli acidi grassi trans prodotti nella trasformazione degli alimenti sono sostanze considerate potenzialmente dannose per la salute. in quanto si ipotizza che nell'uomo la lipasi, l'enzima necessario a regolare la trasformazione metabolica di tali sostanze, agisca solo sulla forma cis.
Varie ricerche hanno trovato una relazione tra diete contenenti molti acidi grassi trans non naturali e malattie coronariche e aterosclerosi. Nel 2002 l'Accademia Nazionale delle Scienze degli Stati Uniti raccomandò la totale eliminazione dalla dieta degli acidi grassi trans.
Nel 2012 è stato pubblicato uno studio in cui vi è una correlazione significativa fra l'uso degli acidi grassi trans e gli eventi ischemici cerebrali (ictus cerebrale) nelle donne in post-menopausa.
Esistono forti sospetti che gli acidi grassi trans possano partecipare in larga misura a processi aterosclerotici e aumentare così i rischi di infarto del miocardio.

OMS e FAO raccomandano di ridurre l'assunzione sotto al 1% del totale dell'energia assunta giornalmente attraverso la dieta mentre l'EFSA, Autorità Europea per la Sicurezza Alimentare, raccomanda che se ne assuma il meno possibile.
Varie ricerche distinguono chiaramente i potenziali rischi per la salute degli acidi trans prodotti industrialmente con parziale idrogenazione da quelli naturalmente presenti nella carne e nel latte, in particolare l'acido vaccenico.
L'ipotesi prevalente è che acidi grassi trans naturalmente prodotti nei ruminanti siano precursori dell'acido linoleico coniugato di cui alcune ricerche evidenziano benefici effetti sulla salute.

## Regolamentazione
Nella UE non è obbligatorio, come negli USA e Canada, specificare all'interno dell'etichetta nutrizionale degli alimenti processati e confezionati la concentrazione di acidi grassi trans. 
In molti paesi sono state però implementate iniziative di salute pubblica tese a ridurre il consumo di acidi grassi trans attraverso raccomandazioni, etichettatura volontaria o obbligatoria degli acidi grassi trans, linee-guida o norme industriali per la sostituzione degli acidi grassi trans ecc.
La Danimarca è il paese dove più rigorosamente è stato implementato un programma per la riduzione del consumo di oli vegetali parzialmente idrogenati con una legge che ne limita la massima concentrazione al 2% del prodotto. La legge danese non considera l'acido linoleico coniugato un acido grasso trans. Leggi analoghe a quella danese sono state adottate in Austria e Svizzera.
Sia in Danimarca che nei vicini paesi nordici il consumo di acidi grassi trans è calato sotto allo 0,5% dell'apporto energetico.
La obbligata o volontaria riduzione del contenuto di acidi grassi trans negli alimenti processati negli ultimi anni ha comportato l'utilizzo di stearine, frazioni solide di oli vegetali come quelle di palma o di palmisto, al posto degli oli vegetali idrogenati.
Il REG UE 2019/649 entrato in vigore il 01/04/2021 stabilisce: Il contenuto di acidi grassi trans, diversi dagli acidi grassi trans naturalmente presenti nei grassi di origine animale, negli alimenti destinati al consumatore finale e negli alimenti destinati al commercio al dettaglio non deve superare i 2 grammi per 100 grammi di grassi; gli operatori del settore alimentare che forniscono alimenti non destinati al consumatore finale o non destinati al commercio al dettaglio ad altri operatori del settore alimentare provvedono affinché a questi ultimi siano fornite informazioni sulla quantità di acidi grassi trans, diversi dagli acidi grassi trans naturalmente presenti nei grassi di origine animale, quando tale quantità supera i 2 grammi per 100 grammi di grassi.